# چا هیون جونگ
چا هیون جونگ(به کره‌ای:차현정، به انگلیسی:Cha Hyun Jung)(زاده ۱۸ نوامبر ۱۹۸۲ درسئول) بازیگر و مدل کره ای است. او با بازی در سریال‌های قهرمان و پسر زیبا شناخته شد. او ازدواج کرده و دارای یک فرزند است.

## سریال‌ها
- همه، کیمچی !(2014)(MBC)
- پسر زیبا(2013)(KBS2)
- برج عکس(2013)(tvN)
- قهرمان (مجموعه تلویزیونی)(2008)(KBS2)

## فیلم
- سر(۲۰۱۱)